# Albert Einstein (album)
Pour les articles homonymes, voir Einstein (homonymie).
Albums par Prodigy
The Bumpy Johnson Album
(2012) The Most Infamous
(2014)
Albums par The Alchemist
Russian Roulette
(2012)
Singles
1. Give Em Hell
Sortie : 28 janvier 2013
2. Dough Pildin
Sortie : 12 mai 2013

Albert Einstein est un album collaboratif de Prodigy et The Alchemist, sorti le 11 juin 2013.
Tous les morceaux sont produits par The Alchemist, à l'exception de The One, coproduit par Adrian Younge.
L'album s'est classé 13e au Top Rap Albums, 19e au Top R&B/Hip-Hop Albums, 33e au Top Independent Albums et 175e au Billboard 200.
HipHopDX a classé Albert Einstein parmi les « 25 meilleurs albums de l'année 2013 » et le magazine The Source à la cinquième place des « 10 meilleurs albums de 2013 ».

## Liste des titres
| No  | Titre                                   | Contient un (des) sample(s) de                   | Durée |
| --- | --------------------------------------- | ------------------------------------------------ | ----- |
| 1.  | Intro                                   |                                                  | 0:25  |
| 2.  | Lmdkv                                   |                                                  | 2:35  |
| 3.  | Give Em Hell                            | I Just Love You de RAMP                          | 2:56  |
| 4.  | Stay Dope                               |                                                  | 3:18  |
| 5.  | Curb Ya Dog                             |                                                  | 3:13  |
| 6.  | Death Sentence (featuring Roc Marciano) |                                                  | 3:15  |
| 7.  | Bear Meat                               |                                                  | 2:52  |
| 8.  | Y.N.T. (featuring Domo Genesis)         |                                                  | 2:36  |
| 9.  | R.I.P. (featuring Havoc et Raekwon)     | A Last Farewell d'Ad Visser                      | 3:22  |
| 10. | Dough Pildin                            |                                                  | 2:26  |
| 11. | Confessions                             |                                                  | 3:37  |
| 12. | Bible Paper (featuring The Alchemist)   | The Martian Chronicles IV de Solaris             | 3:44  |
| 13. | The One (featuring Action Bronson)      | To Be Your One d'Adrian Younge and The Delfonics | 3:35  |
| 14. | Breeze                                  |                                                  | 3:02  |
| 15. | Raw Forever                             |                                                  | 4:27  |
| 16. | Say My Name                             |                                                  | 2:22  |